# Perses (poeta)
Perses, en llatí Perses, en grec antic Πέρσης, fou un poeta epigramàtic grec. Nou dels seus epigrames figuren a l'Antologia grega.
Alguna composició d'aquest poeta també està inclosa a la Garlanda de Meleagre, que no obstant no dona cap indicació de l'època en la qual va poder viure. Un dels epigrames l'assenyala com a tebà, però en un altre se'l fa macedoni.